# أندرياس هانش أولسن
أندرياس هانش أولسن (مواليد 17 يناير 1997) هو لاعب كرة قدم نرويجي يلعب في مركز المدافع في نادي غينت.

## وصلات خارجية
- أندرياس هانش أولسن على موقع الاتحاد الأوربي (الإنجليزية)
- أندرياس هانش أولسن على موقع اتحاد النرويج (النرويجية)
- أندرياس هانش أولسن على موقع قاعدة بيانات كرة القدم.إي يو (الإنجليزية)
- أندرياس هانش أولسن على موقع ناشيونال فوتبول تيمز (الإنجليزية)
- أندرياس هانش أولسن على موقع Soccerway.com (الإنجليزية)
- أندرياس هانش أولسن على موقع عالم كرة القدم.نت (الإنجليزية)